# Балгзанд – Бактон (газопровід)

BBL в системі газопроводів північно-західної Європи

Газопровід Балгзанд — Бактон (Balgzand — Bacton pipeline, BBL) — офшорний трубопровід, що з'єднує газотранспортні мережі Нідерландів та Великої Британії.
У межах загальноєвропейської тенденції до спорудження інтерконекторів між національними мережами, у 2004 році приступили до будівництва газопроводу по дну Північного моря між Нідерландами та Великим островом Британії. Введений у дію в 2006 році, об'єкт складається з кількох ділянок:
- компресорна станція у Anna Paulowna (Нідерланди), що обладнана чотирма компресорами по 23 МВт (три основні та один резервний);

- трубопровід по нідерландській території, який зокрема перетинає ділянку прибережних піщаних дюн, для проходження якої застосовували технології направленого горизонтального буріння;

- 230-кілометровий підводний відтинок діаметром 900 мм. Більшу частину цієї ділянки спорудило трубоукладальне судно "Castoro Sei". Попередню підготовку траси провадив землесосний снаряд "Oranje", що зробив проходи у майже чотири сотнях пісчаних гряд на глибинах до 50 метрів. Траншею для газопроводу проклалали землесосні снаряди "Sospan Dau" (на мілководді), "Argonaut" та "Waterway", при цьому довелось вилучити 0,6 млн м3 матеріалу. Засипання траншеї провели землесосні снаряди "Coronaut", "Argonaut", "Sospan Dau" та "Sospan". Каменеукладальне судно "Sandpiper" облаштувало перетини з 8 кабелями та 5 трубопроводами, використавши 27 тис м3 скельних порід, тоді як каменеукладальне судно "Seahorse" виклало 34 тис м3 на інших ділянках;
- трубопровід по британській території, включаючи тунель під пляжем поблизу Бактона;

- приймальний термінал компанії BBL, звідки після приведення тиску та температури до нормативних значень газ спрямовується у транспортну мережу Великої Британії.[1][2][3]

Вибір Бактона як кінцевого пункту пояснюється тим, що тут під час розробки родовищ у британському секторі Північного моря створили потужний газовий хаб, до якого сходились численні офшорні трубопроводи від родовищ.
Потужність газопроводу на початковому етапі складала 15 млрд м³ на рік, проте було вирішено підвищити її на 3 млрд. м³ шляхом встановлення додаткового обладнання на компресорній станції у Нідерландах. Особливістю трубопроводу є можливість транспортувати газ в обох напрямках, хоча станом на 2016 рік він в основному працює на поставки із Нідерландів до Великої Британія. Фактичний обсяг транспортування через газопровід склав у 2013 році 7,4 млрд м³, у 2014-му 6,4 млрд м³, у 2015-му 3,3 млрд м³.
Спорудження трубопроводу спільно здійснили нідерландська Gasunie (60 %), німецька Ruhrgas (20 %) та бельгійська Fluxys (20 %). У 2007 році була укладена угода, за якою «Газпром» набував 9 % власності у газопроводі із частки Gasunie, за що остання отримувала 9 % у «Північному потоку» (по 4,5 % із часток Ruhrgas та Wintershall).